# Hamza Fassi-Fihri

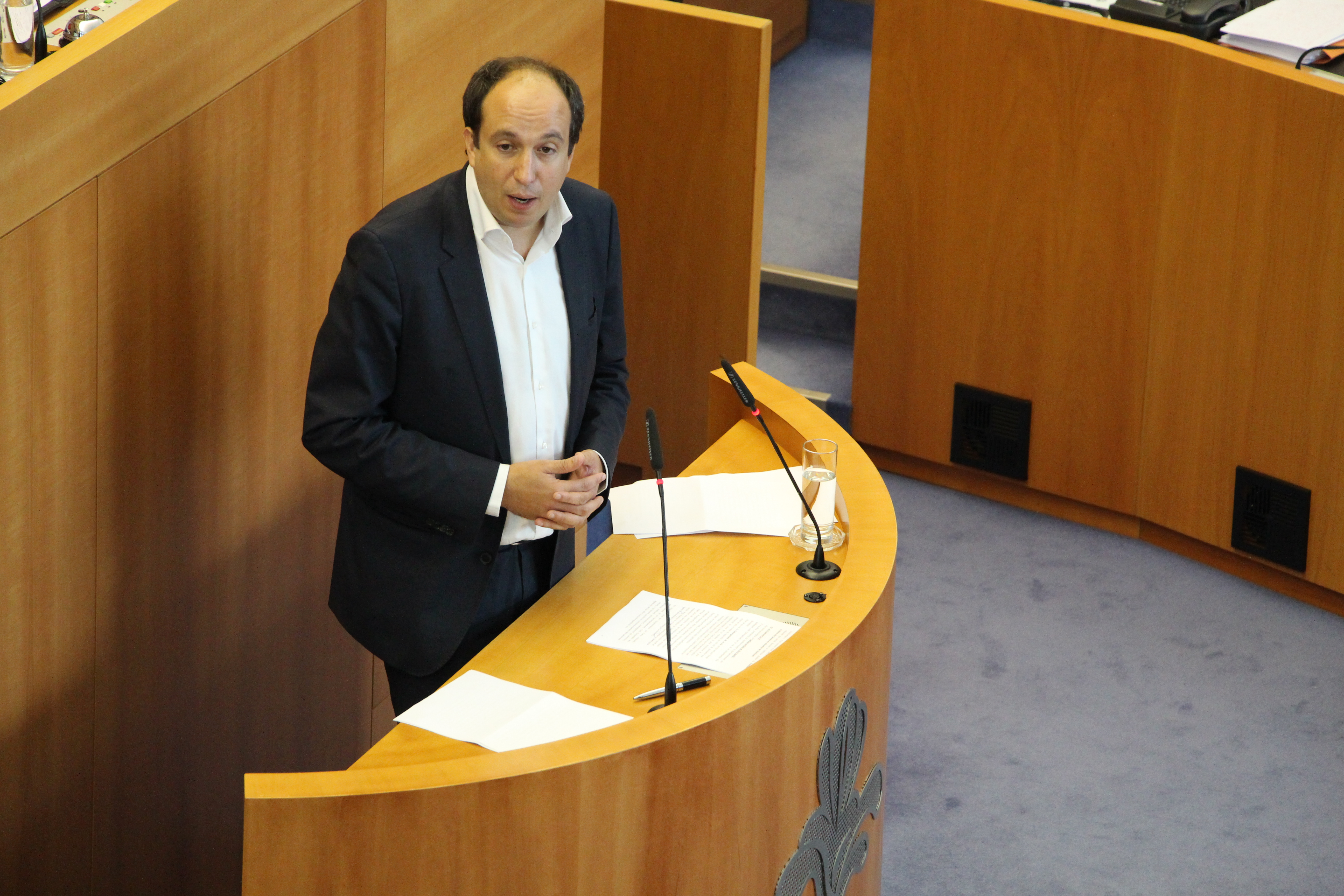

Hamza Fassi, né le 25 juin 1976 à Kénitra au Maroc, est un homme politique belge bruxellois, membre du Centre démocrate humaniste.
Diplômé en journalisme à l'UCL, puis en économie et en politique internationale à l'Université libre de Bruxelles (ULB) , il détient également un Executive Master en administration publique de la London School of Economics (LSE). 
Il s’intéresse particulièrement à la transition numérique, à l'économie et l'emploi, la bonne gouvernance, la cohésion sociale et la culture. Il est l'auteur de Bruxelles, métropole culturelle en 2013. 

## Fonctions politiques
- Président national des jeunes cdH de 2003 à 2007
- Ancien échevin chargé de l’État-civil, de la Culture et de l’Emploi-Formation à la Ville de Bruxelles (2008-2012, en remplacement de Joëlle Milquet, désignée Première Échevine en 2006 mais devenue Vice-Première Ministre en mars 2008)
- Membre du Parlement de la Région de Bruxelles-Capitale depuis le 29 juin 2007
- Conseiller communal à Bruxelles-ville depuis janvier 2013
- Chef du groupe cdH du Parlement francophone bruxellois depuis octobre 2014
- Président du Parlement francophone bruxellois de avril 2013 à octobre 2014[1]
- Président de la Délégation belge à l'assemblée parlementaire de la Francophonie (APF) depuis janvier 2015
- Vice-Président du cdH à partir d'avril 2016[2]